# Старата река
Вижте пояснителната страница за други значения на Стара река.
Стàрата рекà е река в Южна България – област Стара Загора, община Чирпан и област Хасково, община Димитровград, ляв приток на река Марица. Дължината ѝ е 44 km.
Старата река извира под името Малък Юрт на 556 м н.в., в югозападното подножие на връх Калето (647 m) в Чирпанските възвишения на 2,2 km западно от село Стоян-Заимово, община Чирпан. До село Спасово тече в южна посока, след това на югоизток до село Гита и отново на юг до устието си. Долината ѝ, с изключение на най-горното течение е плитка и с малък надлъжен наклон. Влива се отляво в река Марица на 104 m н.в., на 800 m южно от село Великан, община Димитровград.
Площта на водосборния басейн на реката е 156 km2, което представлява 0,29% от водосборния басейн на Марица, а границите на басейна ѝ са следните:
- на запад – с водосборния басейн на Текирска река, ляв приток на Марица;
- на изток – с водосборните басейни на рекита Сазлийка, Мартинка и Меричлерска река, леви притоци на Марица.

Основни притоци: Мандрадере и Дикдере (леви); Шейтандере (десен).
Реката е с дъждовно подхранване, като максимумът е в периода януари-май, а минимумът – юли-октомври.
По течението на реката в Община Чирпан са разположени 7 села: Изворово, Спасово, Рупките, Свобода, Гита, Целина, Златна ливада.
В Горнотракийската низина водите на реката се използват за напояване.
Югозападно от село Златна ливада, в непосредствена близост до реката е разположен манастирът „Свети Атанасий Велики“, един от най-старите манастири в Европа.

## Топографска карта
- Лист от карта K-35-51. Мащаб: 1 : 100 000.
- Лист от карта K-35-63. Мащаб: 1 : 100 000.